# Sebhat Guebre-Egziabher
Sebhat Guebre-Egziabher, en amárico ስብሃት ገብረ እግዚአብሄር (Adua, Tigray, Etiopía, 1936 - Adís Abeba, Etiopía, 20 de febrero de 2012), fue un escritor en lengua amárica e intelectual etíope.

## Biografía
Habiendo estudiado en una misión sueca y luego en la universidad de Addis Abeba, Guebre-Egziabher se desplazó a Washington de 1960 a 1961, donde pretendía convertirse en bibliotecario y donde realizó el primer intento de escribir una novela en inglés sobre la vida nocturna en la capital etíope. Pero renunció pronto a este trabajo en lengua inglesa tras la lectura de textos de un escritor etíope al que reconocía como mentor: Dagnatchäw Wärqu (1936-1944). Este último demostró con sus escritos que la lengua amárica se adapta perfectamente a la expresión de los distintos aspectos de la vida moderna.
Beneficiándose de una beca de la Unesco, Guebre-Egziabhe se trasladó a Aix-en-Provence (Francia) de 1962 a 1964. Estudió Sociología y Filosofía, y descubrió la literatura europea: Zola y Dostoievski en particular, pero también Villon, Rabelais, Dickens e incluso Tolstoi, Freud, Proust, Evelyn Waugh y Mark Twain.

### Un escritor innovador y comprometido
Políglota, Guebre-Egziabher volvió a su país natal mediada la década de 1960, periodo de efervescencia en las conciencias de los estudiantes. En Addis Abeba participó en la revista cultural Mennen, lanzada por el emperador Haile Selassie tras la muerte de la emperatriz Mennen Asfaw en 1961.
Bajo el Derg (comité revolucionario, a partir de julio de 1974), Guebre-Egziabher fue detenido, junto a otros tres literatos, por traducir al amárico los textos de Karl Marx, entre los que se encuentra El Capital.
Según Reidulf Molvaer, Sehbat Guebre-Egziabher era un «autor impublicable» pero también el «favorito de los escritores etíopes». Molestando por el vocabulario que emplea, la realidad que cuenta, saliendo de los senderos batidos de la literatura de corte, Guebre-Egziabher es percibido en Etiopía como «el autor» por excelencia (ደራሲው).
Una de sus obras, Les Nuits d'Addis-Abeba (Las noches de Addis Abeba), fue la primera novela traducida del amárico al francés.